# 八条駅
八条駅（はちじょうえき）は、京都府京都市下京区（現・南区）にあった、奈良電気鉄道線（現・近畿日本鉄道（近鉄）京都線）の鉄道駅（廃駅）である。

## 概要
当駅は東海道本線と並行して京都駅を出た列車が、南（大和西大寺方面）へ進行方向を変えるあたりに設けられていた。やがて、不要不急の駅であるとみなされ廃止された。 

## 歴史

### 年表
- 1928年（昭和3年）11月15日：奈良電気鉄道京都 - 桃山御陵前間開通時に開業。
- 1945年（昭和20年）5月20日：営業休止。
- 1946年（昭和21年）10月1日：廃止。

### 駅名の由来
駅の近くを通る八条通に由来する。

## 利用状況
- 主に通勤・通学用として利用されたが、京都駅と東寺駅の両方に近かった（約400 - 500 mしか離れていなかった）ということもあり、利用者は比較的少なかった。

## バス路線
近隣に京都市営バス「八条油小路」停留所（16号系統）がある。京都駅を発着するバスは「京都駅#バスターミナル」を、東寺駅付近を発着するバスは「東寺駅#バス路線」をそれぞれ参照。

## 隣の駅
奈良電気鉄道
奈良電気鉄道線
京都駅 - 八条駅 - 東寺駅